# Irmino
Irmino (ukrajinsky Ірміно, rusky Ирмино – Irmino) je město v Luhanské oblasti na Ukrajině, které ale v rámci rusko-ukrajinské války od roku 2014 ovládá Luhanská lidová republika. K roku 2013 mělo přes deset tisíc obyvatel.

## Poloha
Irmino leží na západě Luhanské oblasti na řece Luhani, pravém přítoku Severního Doňce v povodí Donu. Od Luhanska, správního střediska oblasti, je vzdáleno přibližně padesát kilometrů západně. Bližší větší město je Kadijivka, která leží přibližně šest kilometrů jihovýchodně.

## Dějiny
Irmino bylo založeno v roce 1808 pod jménem Petrovka. Od roku 1910 se jí začalo říkat Irmino k poctě dcery majitele zdejšího dolu. V roce 1936 se Irmino stalo městem. V roce 1962 bylo začleněno do Kadijivky. V roce 1977 se opět stalo samostatným městem a přitom bylo přejmenováno na Teplohirsk (Теплогірськ, Теплогорск – Těplogorsk). K jménu Irmino se vrátilo v roce 2010.